# Otto Plöger
Otto Lebrecht Plöger (* 27. November 1910 in Mülheim an der Ruhr; † 18. Januar 1999 in Bonn) war ein deutscher evangelischer Theologe. Er war ordentlicher Professor für altes Testament an der Universität Bonn.

## Leben
Otto Plöger wurde als Sohn des Eisenbahnbeamten Friedrich Plöger geboren. Nach dem Abitur auf dem Hohenzollerngymnasium in Düsseldorf studierte er Evangelische Theologie an der Universität Greifswald, der Universität Königsberg, der Universität Göttingen und der Universität Bonn. Mit einer Untersuchung über Die Prophetengeschichten der Samuel- und Königsbücher wurde er 1937 an der Universität Greifswald zum Dr. theol. promoviert. Ab 1939 wirkte er als Pfarrer in Coesfeld. 1948 habilitierte er sich an der Universität Heidelberg mit einer Arbeit über Priester und Propheten im Israel der Königszeit und wurde in Heidelberg Privatdozent; ab 1954 war er dort außerplanmäßiger Professor.

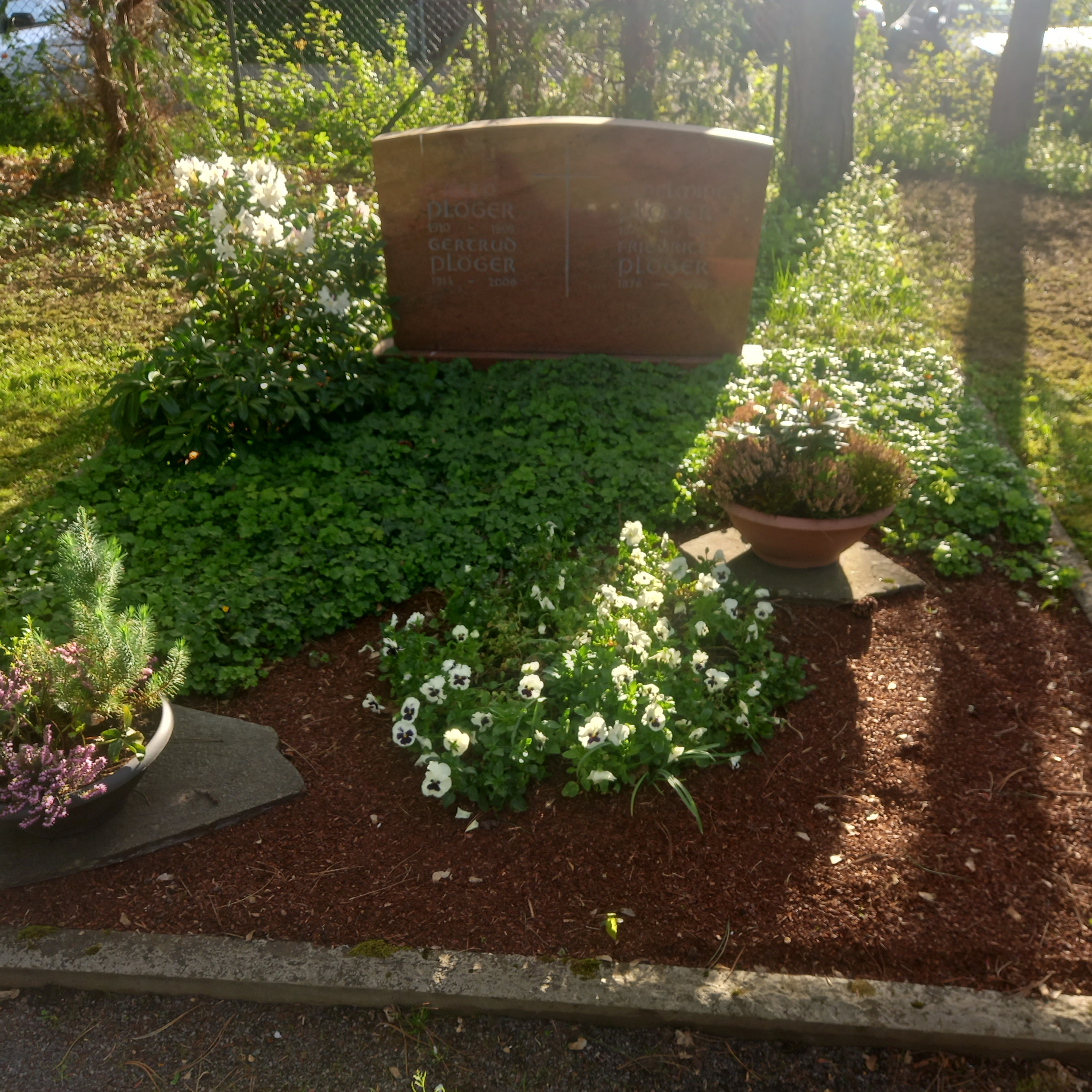
Das Grab von Otto Plöger und seiner Ehefrau Gertrud im Familiengrab auf dem Rüngsdorfer Friedhof in Bonn

Von 1955 bis 1976 lehrte Plöger als ordentlicher Professor für Altes Testament an der Universität Bonn. Von 1964 bis 1974 war er Vorsitzender des Deutschen Palästina-Vereins.

## Werk
Plöger verfasste eine Reihe von theologischen Büchern und Monographien. Unter anderem verfasste er Kommentar zum Alten Testament – Das Buch Daniel, erschienen 1965, und bearbeitete er in dem von Martin Noth begründeten Biblischen Kommentar – Altes Testament den 17. Band, Sprüche Salomos (Proverbia), der 2011 in dritter Auflage der Studienausgabe erschien.